# 屯鶴峰駅
屯鶴峰駅（どんづるぼうえき）は、奈良県北葛城郡香芝町（現・香芝市）にあった、近畿日本鉄道（近鉄）南大阪線の鉄道駅（廃駅）である。臨時駅であった。

## 駅概要
大阪側から穴虫峠を越えた辺りに枕木を利用して駅が建てられており、駅周辺にある観光地であった屯鶴峯を訪れに来た団体客が乗降していた。

## 歴史
- 1937年（昭和12年）12月：大阪鉄道の上ノ太子駅 - 二上山駅間に臨時駅として開業。
- 1943年（昭和18年）2月1日：関西急行鉄道が大阪鉄道を合併。関西急行鉄道の駅となる。
- 1944年（昭和19年）6月1日：戦時統合により関西急行鉄道が南海鉄道（現在の南海電気鉄道の前身。後に再独立）と合併。近畿日本鉄道の駅となる。
- 1945年（昭和20年）6月1日：河堀口駅・応神御陵前駅・橿原神宮西口駅と共に休止。
- 1974年（昭和49年）7月20日：応神御陵前駅・誉田八幡駅と共に廃止。

## 隣の駅
近畿日本鉄道
南大阪線
上ノ太子駅 - （臨）屯鶴峰駅 - 二上山駅